# Jeremy Taiwo
Jeremy Taiwo (ur. 15 stycznia 1990 w Renton) – amerykański lekkoatleta, wieloboista.
Uczestnik dziesięcioboju na mistrzostwach świata 2013. Jedenasty wieloboista igrzysk olimpijskich w Rio de Janeiro (2016).
Medalista mistrzostw USA.

## Rekordy życiowe
- dziesięciobój lekkoatletyczny – 8303 pkt. (2015)
- siedmiobój lekkoatletyczny (hala) – 6344 pkt. (2015)